# Tomosvaryella inazumae
Tomosvaryella inazumae är en tvåvingeart som först beskrevs av Koizumi 1960.  Tomosvaryella inazumae ingår i släktet Tomosvaryella och familjen ögonflugor. Inga underarter finns listade i Catalogue of Life.